# Незавершене виробництво
Незаве́ршене виробни́цтво (НЗВ) — це продукція (вироби, заготовки, деталі, а також послуги), що не пройшла всіх стадій (фаз, переділів) обробки/переробки, передбачених технологічним процесом виробництва, а також вироби, які хоча й закінчені власне виготовленням, не встигли пройти відповідних випробувань і технічного приймання або повністю неукомплектовані. У широкому розумінні — це частина оборотного капіталу підприємства, що вкладена у результати виробництва, які за технологічними ознаками не можуть бути віднесені до готової продукції. У вартісному вираженні незавершене виробництво — це витрати на придбання матеріалів, запасних частин, сировини, на заробітну плату й інші кошти, необхідні для продовження процесу виробництва.
Належить до матеріальних активів і є частиною оборотних засобів, а за ступенем готовності посідає проміжне місце між сировиною і напівфабрикатами.